# Bad Hindelang
Bad Hindelang é um município da Alemanha, localizado no distrito de Oberallgäu, na região administrativa da Suábia, estado da Baviera.

## Prefeitos
- 1900-1919:  Josef Anton Blanz
- 1920-1933:  Michael Haas
- 1933-1939:  Anton Schmid
- 1939-1945:  Karl Blanz
- 1945-1947:  Max Zillibiller, CSU
- 1947-1948:  Xaver Blenk
- 1948-1960:  Alois Haug
- 1960-1984:  Georg Scholl, CSU
- 1984-2008:  Roman Haug, Freie Wähler
- 2008-atual: Adalbert Martin, CSU